# Alexis Gougeard
Alexis Gougeard (ur. 5 marca 1993 w Rouen) – francuski kolarz szosowy i torowy.

## Osiągnięcia

### Kolarstwo szosowe
Opracowano na podstawie:

2011
- 2. miejsce w Paryż-Roubaix juniorów
- 2. miejsce w mistrzostwach Europy juniorów (jazda indywidualna na czas)
- 1. miejsce w mistrzostwach Francji juniorów (jazda indywidualna na czas)
- 1. miejsce w Grand Prix Rüebliland
  - 1. miejsce na 1. etapie

2012
- 3. miejsce w Kreiz Breizh Elites
- 2. miejsce w mistrzostwach Francji U23 (start wspólny)

2013
- 2. miejsce w Coupe des nations Ville Saguenay
  - 1. miejsce na 1. etapie
- 3. miejsce w mistrzostwach Francji U23 (jazda indywidualna na czas)
- 1. miejsce w prologu Tour de l’Avenir

2014
- 1. miejsce w Classic Loire Atlantique
- 1. miejsce w Boucles de l’Aulne

2015
- 1. miejsce w klasyfikacji młodzieżowej Étoile de Bessèges
- 1. miejsce w Classic Loire Atlantique
- 1. miejsce na 3. etapie Quatre Jours de Dunkerque
- 1. miejsce na 19. etapie Vuelta a España
- 1. miejsce w Tour de l’Eurométropole
  - 1. miejsce w klasyfikacji młodzieżowej
  - 1. miejsce w prologu

2017
- 1. miejsce w klasyfikacji górskiej Tour de Wallonie
- 1. miejsce w Polynormande

2019
- 1. miejsce w Circuit de la Sarthe
  - 1. miejsce na 3. etapie
- 1. miejsce w Boucles de l’Aulne

2023
- 2. miejsce w Ronde de l’Oise

### Kolarstwo torowe
Opracowano na podstawie:
2010
- 3. miejsce w mistrzostwach Europy juniorów (wyścig drużynowy na dochodzenie)

## Rankingi

### Kolarstwo szosowe
| Rok              | 2012 | 2013 | 2014 | 2015 | 2016 | 2017 | 2018 | 2019 | 2020 | 2021  | 2022  | 2023  | 2024  |
| ---------------- | ---- | ---- | ---- | ---- | ---- | ---- | ---- | ---- | ---- | ----- | ----- | ----- | ----- |
| UCI World Tour   |      |      | -    | 130. | 235. | 341. | 384. |      |      |       |       |       |       |
| World Ranking    |      |      |      |      | 754. | 426. | 503. | 243. | 544. | 1111. | 1254. | 1241. | 1283. |
| UCI Europe Tour  | 539. | 444. |      |      | 473. | 317. | 319. | 199. | 443. | 825.  | 874.  | -     | -     |
| UCI America Tour | -    | 46.  |      |      | -    | -    | -    |      |      |       |       |       |       |
|                  |      |      |      |      |      |      |      |      |      |       |       |       |       |
| Źródło: UCI      |      |      |      |      |      |      |      |      |      |       |       |       |       |